# 有刺鉄線 (お笑い)
有刺鉄線（ゆうしてっせん）は、かつてSMA NEET Projectで活動していたお笑いコンビ。2001年結成、2007年7月30日解散。二人共に放送芸術学院卒業。

## メンバー
- もっち（本名：平本 雄一郎（ひらもと ゆういちろう）、1978年12月14日 - ）、愛媛県新居浜市出身。
  - ピン芸人としての活動を経て、2009年1月に元「中央塗装」のむねと「むねもっち」を結成。
- 池田 智明（いけだ ともあき、1977年4月28日 - ）、三重県久居市出身。

## 概要
- 主にショートコント。2戦目のオンエアバトルでネタを噛んだ。そしてそのまま倒れながら会場を後にした。（ちなみに結果はオンエア、しかもトップ通過）

## 出演番組
- 爆笑オンエアバトル 戦績2勝1敗 最高469KB
- ぐるぐるナインティナイン　7月6日　おもしろ荘へいらっしゃい!
- お笑い図鑑 ハマヌキ（tvk、もっちのみ）
- キャラ☆キング（tvk、TOKYO MXなど、もっちのみ）